# Eichelentzündung

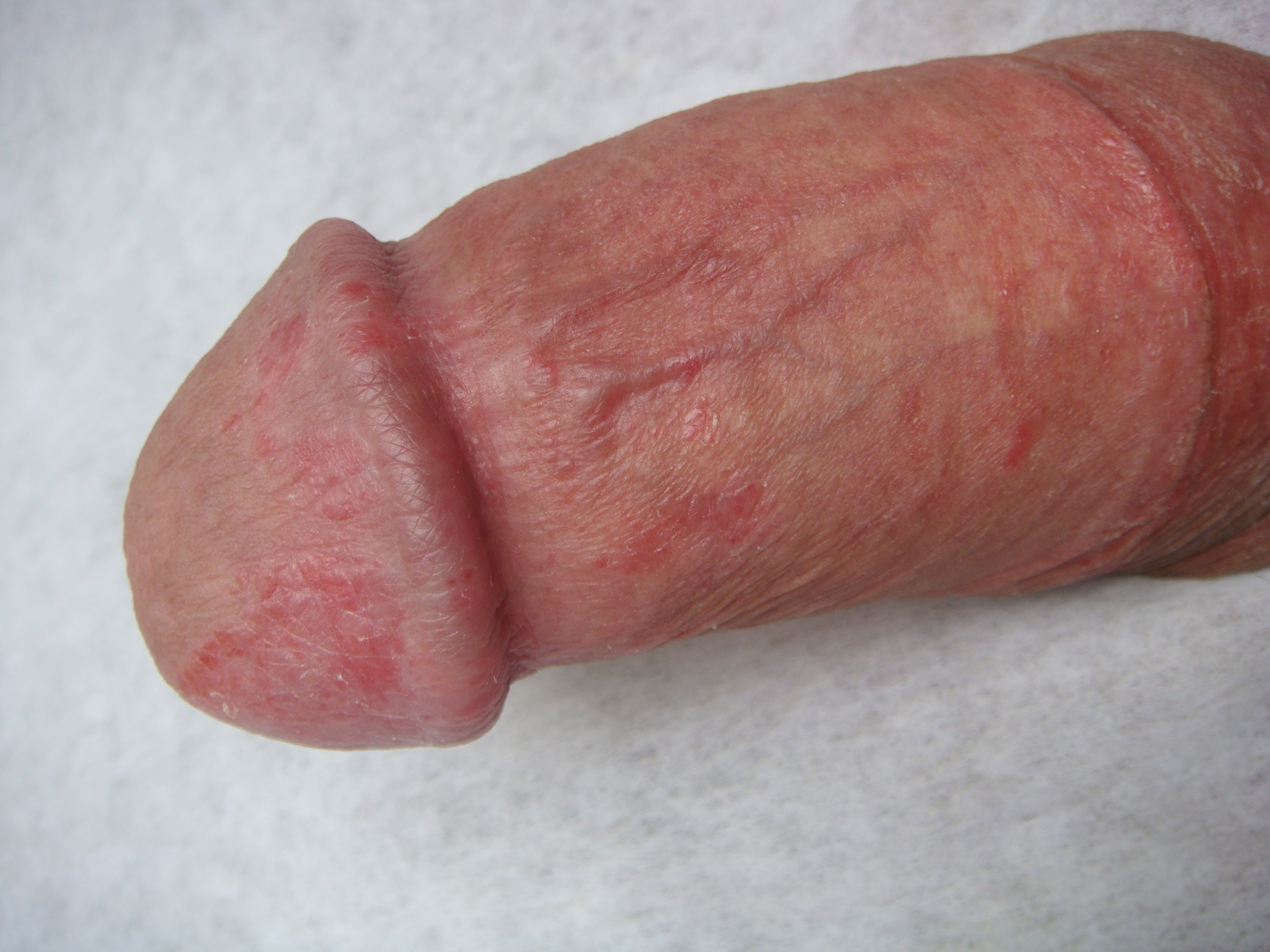
Entzündung der Schleimhaut der Eichel und der Vorhaut

Bei der Eichelentzündung (latinisiertes Griechisch Balanitis (Mz. Balanitiden), umgangssprachlich Eicheltripper) ist die Eichel (altgriech. balanos) des  Gliedes entzündet. Dabei kann es zu eitriger Absonderung kommen, die um den Hals der geschwollenen Eichel des  Penis herum entsteht. Ist die Penisvorhaut (griech. pósthe) ebenfalls betroffen, so spricht man von einer Balanoposthitis (Eichel-Vorhautentzündung).
Die Eichelentzündung kommt sowohl bei Kindern als auch bei Erwachsenen vor, meist infolge von Unreinlichkeit und Sekretanhäufung unter der Vorhaut des Penis. Wechselseitige Infektionen der Sexualpartner sind dabei recht häufig („Ping-Pong-Infektion“).

## Ursachen

### Akute infektiöse Balanitis
Ursachen sind meist eine unzureichende Intimpflege oder eine Ansteckung mit einer sexuell übertragbaren Infektion. Eine Phimose aber auch ein gleichzeitig vorliegender Diabetes mellitus kann die Entstehung einer Balanitis begünstigen. Auch Enddarmkeime, die entweder durch sexuelle Aktivitäten oder Krankheitsprozesse in die Vorhaut verschleppt werden, können Grund für eine akute infektiöse Balanitis sein. Idealer Nährboden für infektiöse Erreger ist Smegma, das sich unter der Vorhaut sammelt, so z. B. für Bakterien wie Staphylokokken, Mykobakterien und Gardnerella vaginalis, aber auch für Pilze (Candida), die zum Teil sexuell übertragen werden. Diabetiker sind dabei besonders gefährdet. 

#### Candida-Balanitis
Eine von Candida albicans verursachte Entzündung wird auch Soor-Balanitis genannt. Klinische Symptome sind Rötungen, Papeln mit weißlichen Belägen, Juckreiz und manchmal Brennen. Es gibt außerdem eine erosive Form ohne weiße Beläge mit Ulzerationen insbesondere bei Diabetikern und immunsupprimierten Patienten. Weitere Erreger einer Soor-Balanitis können Candida parapsilosis und Candida glabrata sein. Die Beläge sind abwischbar, sie sind also nach dem Waschen nicht zu sehen. Nach erfolgreicher lokaler Behandlung mit einer antimykotischen Creme kann ex juvantibus auf die Diagnose Candida-Balanitis geschlossen werden.

### Nicht infektiöse (chronische) Balanitis

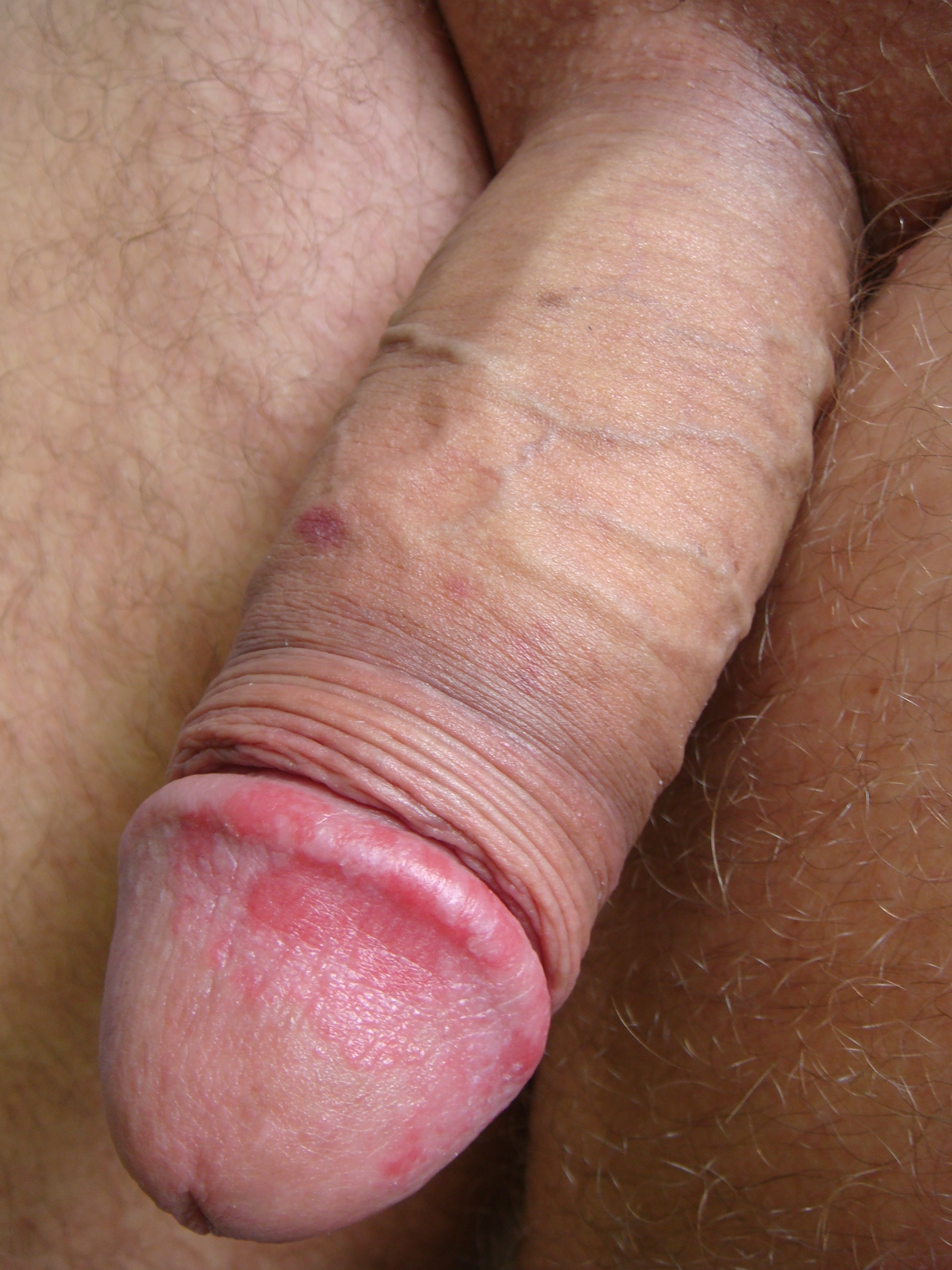
Reinlichkeitsbalanitis

Balanitis Circinata, ein Symptom von Morbus Reiter

Oft entsteht sie durch übermäßiges Reinigen (Reinlichkeitsbalanitis) mit Seife oder Waschlotion, welche die Eichelhaut entfetten, und gleichzeitiges Reiben beim Waschen, das die Schleimhaut beschädigt. Eine Reinlichkeitsbalanitis begünstigt oft die Entstehung einer Phimose, da sich die Vorhaut durch die Entfettung und Beschädigung verhärten kann. Eine weitere Ursache für eine nicht infektiöse Balanitis (Kontaktbalanitis) sind Chemikalien, die in spermienabtötenden Kondomen oder Gels vorkommen.
Bei langwierigen Fällen von Präputialverklebung (Vorhautverklebung) kann es nach Geschlechtsverkehr zu einer, meistens randständigen, Balanitis bzw. Balanoposthitis (s. o.) im Bereich der Verklebungen kommen; Auslöser hierfür ist vermutlich unter die verklebte Vorhaut gelangtes Vagina-Transsudat. Durch die Entzündung kann sich die Verklebung, zumindest teilweise, lösen.

#### Lichen sclerosus
Lichen sclerosus ist die chronische Form der nicht infektiösen Balanitis. Die Vorhaut ist dabei weißlich und narbig, schrumpft, wird dünner, verengt sich und es bilden sich Narben. Auch die Harnröhre kann von der Verengung betroffen sein.

#### Morbus Reiter
Morbus Reiter kann an verschiedenen Stellen des Körpers Entzündungen entstehen lassen, die auch die Geschlechtsteile in Form der Balanitis circinata betreffen können. Ein Anzeichen für diese Autoimmunerkrankung können kreisförmig gerötete Flecken am Penis sein.

#### Deckseuchen
Deckseuchen können bei Tieren ebenfalls eine Balanitis oder Balanoposthitis auslösen.

## Symptome
Eine Eichelentzündung zeigt sich in Rötung, Schwellung, Schmerz und Juckreiz der Eichel. Auch eitriger Ausfluss und fleckiger Ausschlag können auftreten. Die Symptome variieren prinzipiell je nach Ursache.

## Diagnose und Therapie
Zum Nachweis einer infektiösen Balanitis kommen der Anamnese und vor allem mikrobiologischen Untersuchungen entscheidende Bedeutung zu: Urinuntersuchungen und ein Abstrich von der Eichel sind richtungsweisend. Bei wiederkehrenden Balanitiden sollte ein Diabetes ausgeschlossen werden.
Für die diagnostischen Verfahren und die Behandlung liegt eine aktualisierte europäische Leitlinie vor. Bei einer Infektion kommt primär eine lokale Therapie, je nach Erreger, mit antibiotikhaltiger Salbe oder fungizider (pilztötender) Creme zur Anwendung. Es sollte sich auch immer der Geschlechtspartner des Patienten untersuchen und behandeln lassen. Bei einer nicht infektiösen Balanitis kommen kortisonhaltige Salben zur Anwendung. Bei rezidivierenden Entzündungen kann eine Beschneidung angebracht sein. Dadurch können nicht nur weitere Balanitiden, sondern auch sekundäre Vorhautverengungen verhindert werden. Dabei ist jedoch zu beachten, dass eine Beschneidung insbesondere bei Kindern unter drei Jahren das Entzündungsrisiko signifikant zu erhöhen scheint.
Bei unklaren Befunden sollte zur Abgrenzung von Krebsvorstufen eine Probenentnahme und histologische Untersuchung angestrebt werden.